# قبارديا
قبارديا (الروسية: Кабарда) (الأديغية: Къэбэрдей)، سابقاً شركيسيا البياتيغورسكية، دولة سابقة في أوروبا و معترف بها بموجب معاهدة بلغراد عام 1739م و منطقة تاريخية قوقازية تقع حالياً في الاتحاد الروسي.